# Prime Cup Aberto de São Paulo 2005
L'Aberto de São Paulo 2005 è stato un torneo di tennis facente parte della categoria ATP Challenger Series nell'ambito dell'ATP Challenger Series 2005. Il montepremi del torneo era di $75 000 e si è svolto nella settimana tra il 3 gennaio e il 9 gennaio 2005 su campi in cemento. Il torneo si è giocato a San Paolo in Brasile.

## Vincitori

### Singolare
Ricardo Mello ha sconfitto in finale  Giovanni Lapentti con il punteggio di 4–6, 6–2, 7–6(0).

### Doppio
André Sá /  Bruno Soares hanno sconfitto in finale  Tomas Behrend /  Marcos Daniel con il punteggio di 6–2, 6–2.